# Северо-Западный Телеком
«Северо-Западный Телеком» (СЗТ) — ранее существовавшая российская телекоммуникационная компания, одна из семи межрегиональных компаний связи (МРК), принадлежавших ОАО «Связьинвест». Прекратила свою деятельность в 2011 году в результате присоединения к ОАО «Ростелеком».
Полное наименование — Открытое акционерное общество «Северо-Западный Телеком». Штаб-квартира располагалась в Санкт-Петербурге.

## История
Компания создана в 2001 году. С 1 апреля 2011 объединена с ОАО «Ростелеком».

## Собственники и руководство
50,8 % акций компании принадлежит «Связьинвесту». Капитализация компании по состоянию на июнь 2009 года составила 300 млн долларов США.
Председатель совета директоров — Александр Провоторов. Генеральный директор — Владимир Акулич.

## Деятельность
«Северо-Западный Телеком» предоставляет весь спектр телекоммуникационных услуг на территории Северо-Западного федерального округа. У компании имеется десять филиалов. Среди оказываемых компанией услуг:
- услуги местной и внутризоновой связи
- доступ к услугам междугородной (международной) телефонной связи операторов дальней связи
- услуги телеграфа
- услуги подвижной радиотелефонной связи (транкинг)
- услуги сети передачи данных
- доступ к сети Интернет («Авангард»)
- услуги интеллектуальной сети связи
- услуги по трансляции телевизионных программ по сети кабельного телевидения
- услуги по предоставлению в аренду физических каналов и трактов связи

В 2005 в рамках инвестиционной программы «Северо-Западный Телеком» на территории Санкт-Петербурга введено около 187 000 номеров, из них более 119 000 номеров — для замены устаревшего оборудования. Петербургский филиал СЗТ на начало 2006 обслуживал 1,914 млн абонентов.
Показатели деятельности[уточнить]:
- Абонентская база услуг телефонной связи — 1,7 млн номеров.
- Абонентская база услуг ШПД — 330 тыс. человек.
- Доля компании на питерском рынке услуг ШПД — 25 %.

## Финансовые показатели
Выручка компании (МСФО) в 2008 — 25,176 млрд руб. (рост на 3,9 %, в 2007 — 24,226 млрд руб. или $925,176 млн), чистая прибыль — 2,561 млрд руб. (в 2007 — 10,113 млрд руб. или $442,353 млн), операционная прибыль — 4,596 млрд руб. (рост на 2,5 %, в 2007 — 4,483 млрд руб.).
Более 50 % выручки СЗТ в 2008 приходится на доходы от услуг местной связи — 12,88 млрд руб. (рост на 1 %). Доходы от услуг сети передачи данных и Интернета — 4,43 млрд руб. (рост на 42,8 %). По данным компании, доля новых услуг (услуг телеграфной сети связи, сети передачи данных и телематические услуги) в выручке продолжает расти: в 2008 году она достигла 18,4 % против 13,7 % в 2007 году.

## Интересные факты
Один из именных самолётов на авиабазе «Оленья» носит имя компании.